# 東洋区

東洋区

東洋区（とうようく、Indomalaya / Oriental region）は、生物地理区の一区分のひとつ。
東アジアの一部（日本のトカラ列島小宝島以南（渡瀬線以南）の南西諸島、台湾西部平野、中国の秦嶺山脈以南）、東南アジアの大部分、インド亜大陸を含むエリアである。面積は750万平方キロメートル。
東洋区は、さらに3つの区域に分けられる。
すなわち、インド亜大陸、インドシナ、フィリピン及び周辺諸島。
このうち、インド亜大陸はゴンドワナ大陸から分離し、始新世にユーラシア大陸と合体した。
合体後も、形成されたヒマラヤ山脈が障壁となったため、ユーラシア大陸の他の地域とは生物相が異なる。
哺乳類ではヒヨケザル科、ツパイ科、メガネザル科、トゲヤマネ科が固有である。鳥類はコノハドリ科、爬虫類ではオオクビガメ、ガビアルなどいくつかの固有な亜科・科がある。
日本の東洋区に属する部分は上記のとおり南西諸島の南部であるが、それ以北の本土部分も、旧北区と東洋区の移行帯的（動物）性質を有する場合もある（例：哺乳類のカモシカ属、マカク属、ムササビ属は東洋区の動物）。